# Leptobrachium hasseltii
Leptobrachium hasseltii – gatunek płaza bezogonowego z rodziny Megophryidae. Endemit Indonezji.

## Taksonomia
W starszych ujęciach systematycznych był to gatunek bardzo szeroko pojmowany, zamieszkujący Azję Południowo-Wschodnią, Indie i Chiny. Po szeregu zmian taksonomicznych większość tych populacji zaliczono jednak do innych gatunków, zaś zasięg Leptobrachium hasseltii ograniczono do kilku wysp Indonezji. I tak np. uznawany dawniej za podgatunek L. hasseltii takson L. pullus z Wietnamu jest obecnie klasyfikowany jako osobny gatunek, zaś populacje z Filipin są uznawane za przedstawicieli trzech opisanych w 2010 roku gatunków: L. tagbanorum, L. mangyanorum i L. lumadorum.

## Morfologia
Samice osiągają 7 cm długości, podczas gdy płeć przeciwna tylko 6 cm.
Na szerszej niż pokryty gładką skórą tułów głowie widnieje para dużych szkarłatnych oczu. Ciemna wierzchnia część ciała z jeszcze ciemniejszymi kółkami kontrastuje z jasną spodnią, upstrzoną ciemnymi plamkami.

## Występowanie
Płaz ten żyje na wyspach Indonezji. Zajmuje większą część Jawy, południową Sumatrę, Kangean i Bali. Stwierdzenie z wyspy Madura okazało się błędne.
Jego siedlisko stanowią wilgotne lasy tropikalne zarówno nizinne, jak i górskie, a dokładniej ich ściółka. W górzystych obszarach centralnej Jawy jest też spotykany na ocienionych plantacjach kawy. Nie zapuszcza się powyżej 1570 metrów nad poziomem morza.

## Rozmnażanie
Samica składa 400–1300 jaj. Kijanki znajdowano w zacisznych stawach.

## Status
Gatunek jest bardzo pospolity, jednak jego liczebność zmniejsza się z powodu utraty i degradacji środowiska naturalnego np. przez wylesianie spowodowane przez postępującą urbanizację oraz w celu pozyskania terenów pod drobne gospodarstwa rolne, plantacje kawy i herbaty. Potencjalne zagrożenie może też stanowić patogeniczny grzyb Batrachochytrium dendrobatidis.